# 'O sistema
'O sistema è un documentario realizzato e autoprodotto da Ruben H. Oliva e Matteo Scanni, pubblicato da Rizzoli e uscito nel 2006 in un cofanetto insieme all'omonimo libro. È stato trasmesso da Rai 3 nel 2007.

## Trama
Con una durata di 71 minuti, secondo le parole degli autori «descrive la vita di un territorio in bilico fra normalità apparente e follia criminale». Utilizzando il termine con cui in loco viene chiamata la camorra napoletana e casalese, racconta il sistema come struttura criminale e affaristica che causa centinaia di morti ogni anno ma raccoglie scarsa attenzione dai media.

## Riconoscimenti
Considerato il primo documentario che si sia occupato organicamente del sistema affaristico della Camorra, prima dell'interesse suscitato dai successivi lavori basati sui libri e sceneggiature di Roberto Saviano. Il documentario ha vinto il premio Ilaria Alpi nel 2006 nella sezione Produzione e il premio Marcello Torre.